# Lodowa Pani
Lodowa Pani, Dziewica lodów (duń. Iisjomfruen, współ. duń. Isjomfruen) – baśń literacka autorstwa Hansa Christiana Andersena, wydana po raz pierwszy w Kopenhadze w 1861 roku.

## Publikacja
Andersenowska baśń literacka o Lodowej Pani została po raz pierwszy opublikowana 25 listopada 1861 roku w Kopenhadze przez wydawnictwo C.A. Reitzel w antologii Nowe baśnie i opowieści. Druga seria. Druga kolekcja. 1862 (duń.  Nye Eventyr og Historier. Anden Række. Anden Samling. 1862)  razem ze Ślimakiem i krzewem róży, Psyche (duń. Psychen) i Motylem. Pisarz zadedykował cały zbiór poecie Bjørnstjerne Bjørnsonowi. W katalogu dzieł Hansa Christiana Andersena autorstwa B.F. Nielsena Lodowa Pani opatrzona jest numerem 829. Utwór został wznowiony za życia pisarza w 1871 roku. Serie ilustracji do baśni stworzyli, m.in.: Lorenz Frølich i Alfred Walter Bayes.
Andersen kilkakrotnie odwiedzał Szwajcarię, w której rozgrywa się akcja baśni. Przed napisaniem Lodowej Pani gościł w Szwajcarii w latach: 1833, 1839, 1841 oraz 1851. Z miejscowości wymienianych w utworze, odwiedził: Interlaken w Alpach Berneńskich, Montreux nad Jeziorem Genewskim. Wizyty te opisane zostały w wydanych pośmiertnie Dziennikach, powieści Improwizator (z motywami podróżniczymi) oraz Listach z podróży.

## Polskie przekłady
Baśń została przetłumaczona na język polski:
- 1900 – Dziewica lodowców, czyli orle gniazdo: Maria Glotz (tłum.): Czarodziejskie powieści Andersena. Warszawa. Brak numerów stron w książce
- 1929 – Władczyni lodu: Franciszek Mirandola (tłum.): Baśnie. Poznań. Brak numerów stron w książce
- 1931 – Lodowa dziewica: Stefania Beylin (tłum.): Baśnie. Warszawa. Brak numerów stron w książce (w wydaniu z 1956 Dziewica lodów)
- 2006 – Lodowa Pani: Bogusława Sochańska (tłum.): Baśnie i opowieści. Tom II 1852–1862. Poznań. s. 391–433. ISBN 978-83-7278-194-9. (z oryginału duńskiego)

## Fabuła
Streszczenia dokonano na podstawie wersji duńskiej.

### Mały Rudi
Zwiedzamy Szwajcarię, zachwycamy się jej górami, lasami i rwącymi strumieniami. Słońce świeci zarówno w dolinie, jak i na lodowcach. W dolinie Grindelwald, u stóp szczytów Schreckhorn i Wetterhorn, leżą dwa wielkie lodowce. Latem przybywają tu turyści z całego świata, by podziwiać piękno natury. Wiejskie dzieci wybiegają z domów i oferują drewniane pamiątki. Wśród dzieci wyróżnia się mały chłopiec, Rudy, który wygląda bardzo poważnie i trzyma mocno swoją drewnianą ofertę. Rudy mieszka u dziadka, który rzeźbi w drewnie, i marzy o starym karabinie wiszącym pod belką. Chłopiec pasie kozy i doskonale się wspina, lepiej niż jego rówieśnicy. Rzadko się uśmiecha, chyba że stoi przy wodospadzie lub słucha dźwięku lawiny. Nie bawi się z innymi dziećmi, woli samotne wędrówki lub rozmowy z dziadkiem. Od kota nauczył się wspinaczki. Zwierzę pokazuje mu, jak być zręcznym i nie bać się wysokości. Choć jest mały, już podróżował, odwiedził m.in. wodospad Staubbach i lodowiec w Grindelwald. To miejsce śmierci jego matki. Przed laty poniosła śmierć w szczelinie w lodowcu. Rudy został cudem uratowany, ale od tamtej pory staje się poważniejszy i zamknięty w sobie. Ojciec Rudiego był dorożkarzem, a matka zginęła, chcąc wrócić z dzieckiem do rodzinnej wioski.
Lodowce są domem dla okrutnej królowej – Lodowej Pani – która uważa, że Rudy do niej należy. Wysyła zawrót głowy, by go pochwycić, ale Rudy opiera się dzięki naukom kota. Córki słońca, duchy promieni, chronią Rudiego przed Lodowa Panią i codziennie otulają go swoim ciepłem.

### Podróż do nowego domu

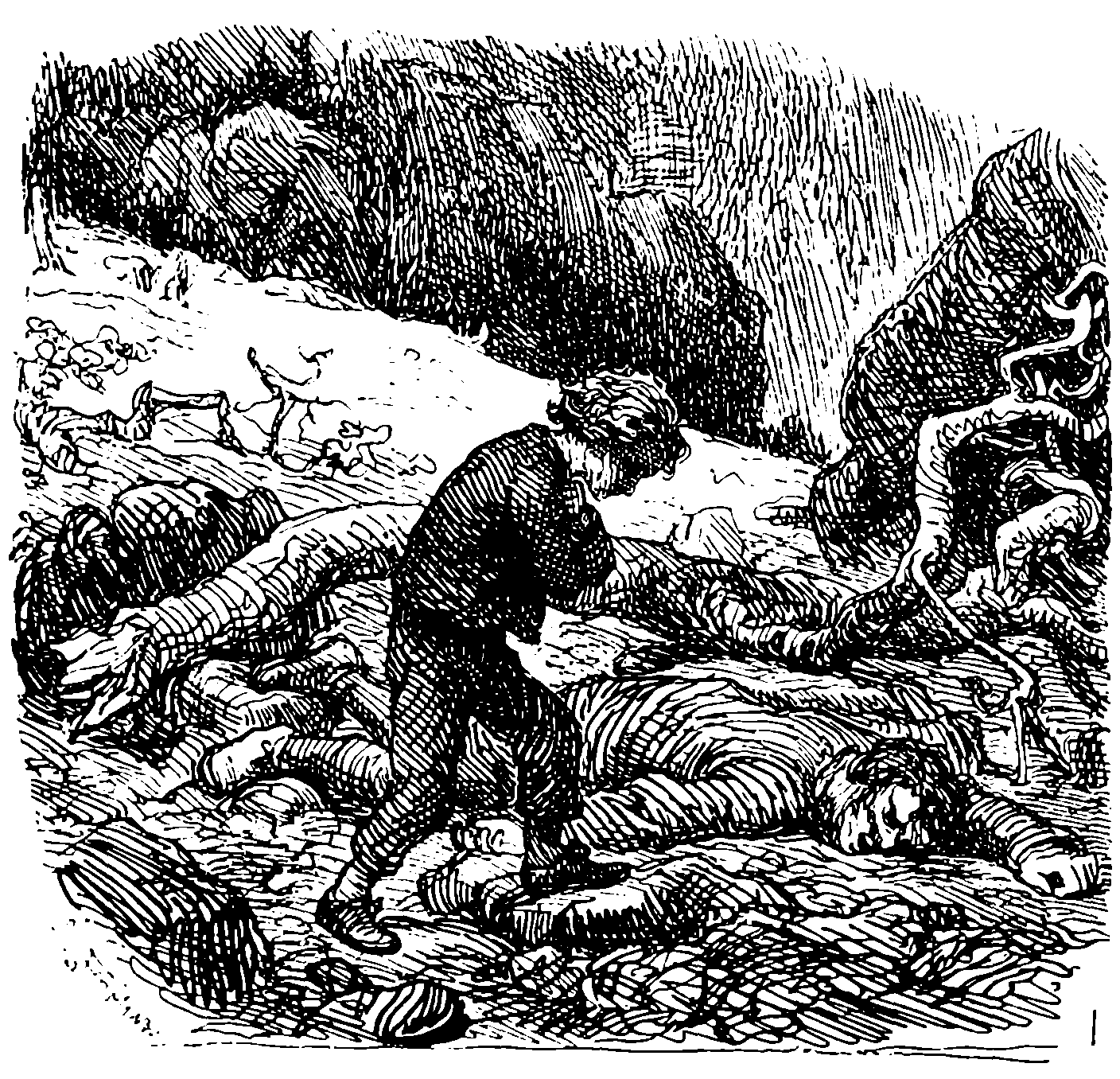
Śmierć stryja

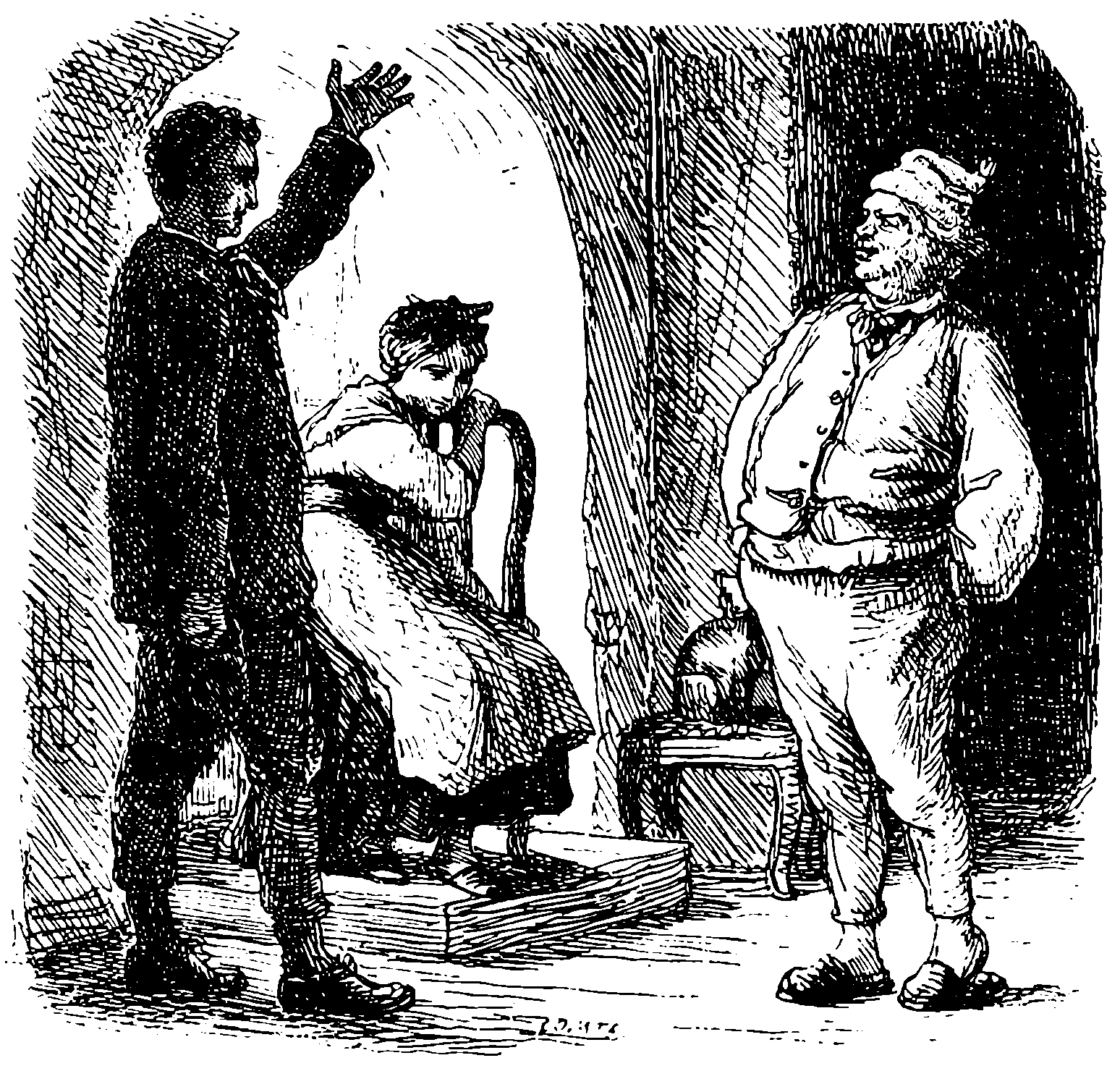
Żądanie młynarza

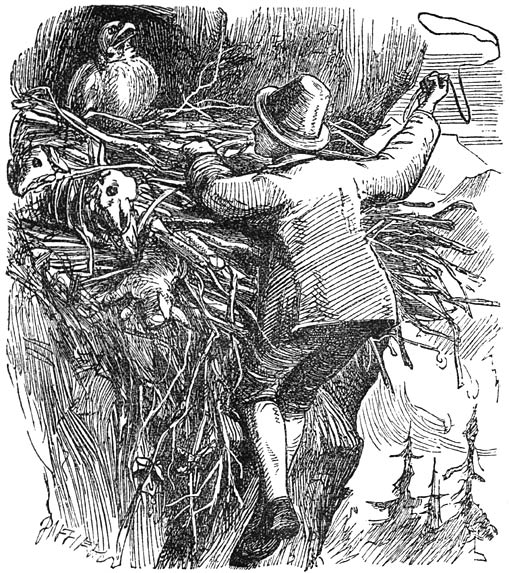
Zdobycie orlęcia

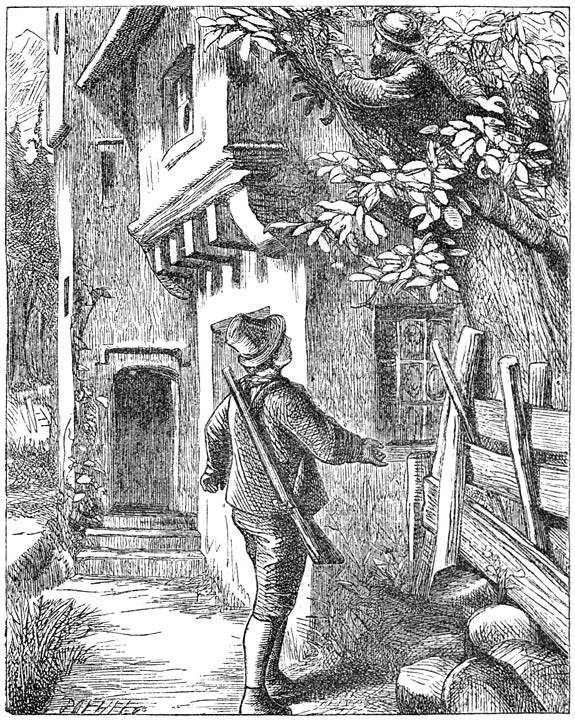
Nocna przygoda

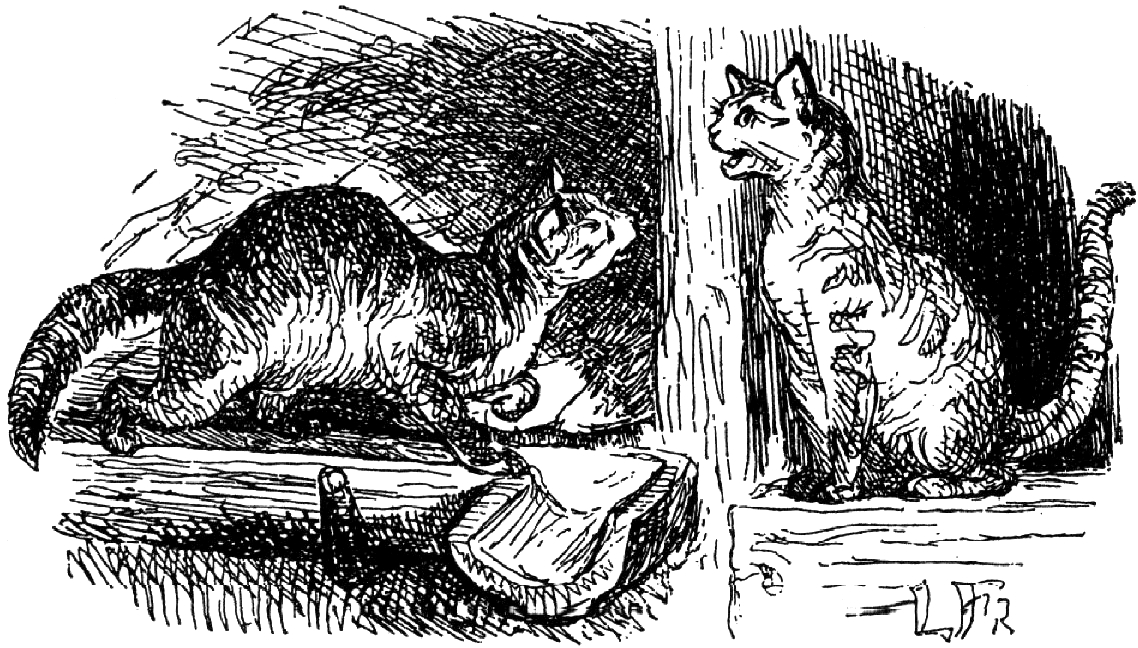
Rozmawiające koty

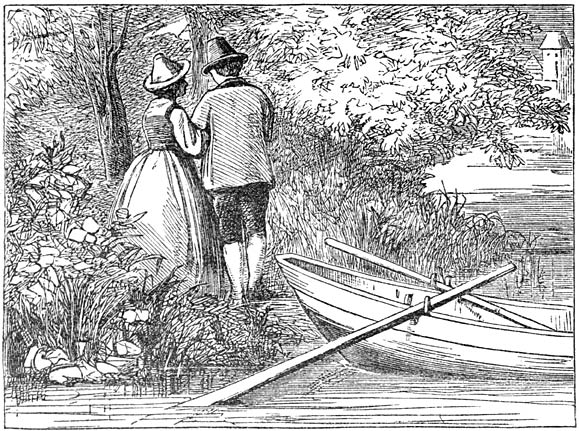
Narzeczeni na wysepce

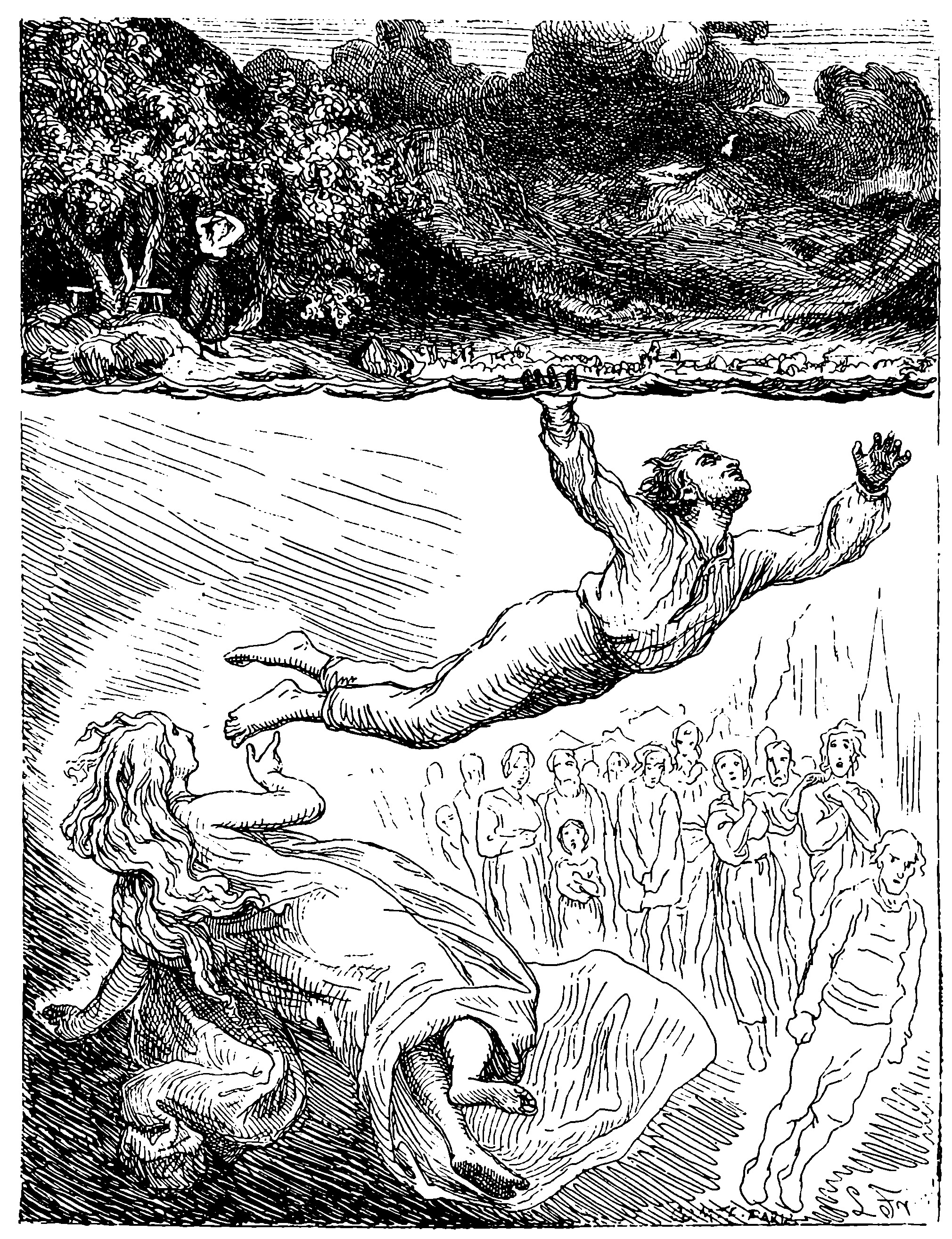
W głębinie

Rudy ma osiem lat i jego wuj z Doliny Rodanu chce go zabrać do siebie, by chłopiec mógł tam lepiej się wychować i zdobyć wykształcenie. Chłopiec żegna się ze starą suką Ajolą, który opowiada mu historię o nierówności w losie psów i ludzi. Potem żegna się z kotem, który udaje obojętność, by nie okazać smutku. Nawet kury i kozy komentują jego wyjazd i żegnają go na swój sposób.
Rudy wyrusza w drogę przez góry z dwoma przewodnikami, którzy mają przejść przez przełęcz Gemmi. Podczas trudnej wędrówki Rudy zachwyca się krajobrazem i wykazuje wielką odwagę oraz wytrzymałość. Wędrują przez lodowiec, pola firnowe i strome skały, a Rudy zachowuje się pewnie jak kozica. Nocują w opuszczonym schronie, gdzie przy ognisku słuchają opowieści o duchach, potworach i legendach Alp. Nagle nadchodzi gwałtowna wichura – fen – której siła robi na Rudym ogromne wrażenie. Rano wędrowcy ruszają dalej, a Rudy spotyka przerażających ludzi z nowej okolicy: zdeformowanych, chorowitych i budzących lęk.

### Stryj
Chłopak przybywa do domu wuja w kantonie Valais. Wuj jest jeszcze krzepkim myśliwym i jednocześnie bednarzem. Żona wuja to drobna, żywiołowa kobieta o ptasiej twarzy i bystrych oczach. Rudy dostrzega różnice w ubiorze, zwyczajach i języku, ale szybko się do nich przyzwyczaja. Wujostwo żyją dostatniej niż dziadek Rudy’ego. W ich domu wiszą rogi kozic, błyszczące strzelby i obraz Matki Boskiej. Chłopiec szybko zdobywa serca domowników. Wuj opowiada o przeszłości i o tym, jak zmienił się region dzięki Francuzom. Chwali się, że teraz można nawet dziecko wysłać do Włoch po wybudowanej przez Francuzów drodze. Rudy po raz pierwszy słyszy o Francji i wielkim mieście Lyonie. Wuj widzi w chłopaku przyszłego myśliwego i uczy go strzelać. Zabiera go w góry i przyzwyczaja do widoku krwi upolowanych zwierząt, uczy jak pokonywać lęk.
Podczas jednej z wypraw Rudy widzi, jak sęp próbuje zrzucić wuja w przepaść. Chłopak ratuje wuja. W drodze powrotnej obaj są świadkami potężnej lawiny. Rudy trzyma się drzewa, a wuj wspina się na jego gałęzie, lecz ginie pod uderzeniem masy śniegu. Chłopak wraca do domu z tragiczną wieścią. Zostaje podporą rodziny. Prostoduszny Saperli pragnie napisać list do Chrystusa, błagając, by to on umarł zamiast myśliwego.

### Babette
Rudy jest najlepszym strzelcem w kantonie. Kozice wiedzą, że trzeba na niego uważać, a dziewczęta uważają go za najlepszą partię. Ma przyjazne usposobienie i czaruje zarówno młode dziewczyny, jak i matki. Ma dwadzieścia lat, jest silny, zdrowy i zręczny. Potrafi pływać jak ryba i wspinać się jak kozica. Jego ciało jest zahartowane, a mięśnie silne. Jako przewodnik górski jest niezawodny i mógłby się na tym dorobić. Zamiast pracować jako bednarz, woli polować na kozice.
Będąc dobrym kandydatem na męża, czaruje w tańcu dziewczęta, które często o nim śnią. Anette, córka nauczyciela, przechwala się, że ją pocałował. Wieść ta szybko się rozchodzi. Rudy pocałował Anette, choć to nie ona jest wybranką jego serca. Chłopak zakochuje się w Babette, córce bogatego młynarza z Bex. Dziewczyna jeszcze nie wie o jego uczuciu.
Chłopak wyrusza do Bex, aby zrobić pierwszy rok, ale nikogo nie zastaje w młynie. Dowiaduje się, że młynarz z córką wyjechali do Interlaken na festiwal strzelecki. Nie traci ducha i planuje dotrzeć do Interlaken przez góry. Odważnie wędruje przez Alpy. Po drodze wspomina dzieciństwo i odwiedza znajome okolice. Czuje, że serce mu rośnie z powodu wspomnień i myśli o Babette. Dociera do Interlaken. Bierze udział w zawodach i zdobywa uznanie jako najlepszy strzelec. Spotyka młynarza i Babette, która wreszcie go zauważa. Młynarz zaczyna darzyć go sympatią. Rudy zasiada z nim przy stole, wznosi toast i pije z Babette. Jego marzenie zaczyna się spełniać.

### W drodze do domu
Rudy wraca przez wysokie góry. Niesie wiele rzeczy, m.in. trzy srebrne puchary, dwie strzelby i srebrny dzbanek do kawy. Rudy słyszy echo uderzeń siekiery w lesie. Drzewa spadają z gór jak zapałki, ale z bliska są ogromne. Strumień Lütschine szumi monotonnie.
Nagle obok Rudy’ego pojawia się młoda dziewczyna. Jej oczy mają dziwną moc: są przejrzyste, głębokie i bezdenne. Mężczyzna pyta ją, czy ma ukochanego. Dziewczyna odpowiada, że nie ma, ale jej śmiech brzmi nieszczere. Proponuje, by poszli inną, krótszą drogą. Rudy ostrzega, że to może prowadzić do szczeliny lodowej. Dziewczyna twierdzi, że dobrze zna drogę. Mówi też o Lodowej Pani, którą ludzie uważają za złą. Rudy mówi, że się jej nie boi: kiedyś mu odpuściła, więc teraz też sobie poradzi. Zapada ciemność, zaczyna padać deszcz ze śniegiem. Dziewczyna prosi o rękę, by mu pomóc wspiąć się wyżej. Rudy odmawia, nie potrzebuje pomocy kobiety. Przyspiesza kroku, oddala się od niej. Śnieżyca go otacza, dziewczyna się śmieje i śpiewa. Rudy podejrzewa, że to czary służebnicy Lodowej Panny. Gdy śnieg ustaje, patrzy za siebie, ale nie dostrzega nikogo. Słyszy jednak dziwny śmiech i nieludzkie jodłowanie. Na szczycie góry widzi dwie jasne gwiazdy i myśli o Babette i swoim szczęściu.

### We młynie
Rudy myśli o Babette i bardzo tęskni za nią. Udaje się do Bex i odwiedza młynarza, gdzie zostaje serdecznie przyjęty. Babette jest milcząca, ale jej spojrzenie mówi wszystko: Rudy czuje, że go kocha. Młynarz z zainteresowaniem słucha opowieści Rudy'ego o polowaniach i przygodach w górach. Młody mężczyzna zyskuje sympatię młynarza, zwłaszcza opowiadając o orłach i niebezpiecznych wyprawach. Rudy wspomina, że pewien Anglik proponuje mu dużo złota za zdobycie młodego orła, ale odmawia. Wieczór w młynie mija szybko, Rudy żałuje, że musi już iść. Koty z domu komentują, że Rudy i Babette są w sobie zakochani i że ich zaręczyny są tylko kwestią czasu.
Rudy nie chce długo czekać i ponownie odwiedza młyn, żeby porozmawiać z ojcem Babette. Babette oferuje, że pójdzie z nim dla otuchy, ale Rudy twierdzi, że ma dość odwagi. Gdy Rudy i Babette wchodzą do pokoju ojca, kot zostaje potrącony i ucieka. Młynarz odrzuca oświadczyny Rudy'ego, twierdząc, że Babette jest dla niego za dobra. Ostatecznie obiecuje rękę córki, jeśli otrzyma orle pisklę. Rudy wyrusza na niebezpieczną wyprawę.

### Orle gniazdo
Rudy wesoło jodłuje na górskiej ścieżce i prosi swojego przyjaciela Vesinanda o pomoc w zdobyciu młodego orła. Vesinand uznaje pomysł za szalony, ale Rudy mówi, że nie boi się, bo planuje ślub i musi zdobyć orlę. Wraz z trzecim towarzyszem, Ragli, wyruszają o północy z drabinami, linami i kijami, wspinając się w ciemnościach. Docierają do stromej ściany skalnej, gdzie w głębokim wąwozie szumi woda, i postanawiają poczekać do świtu.
Gdy orzeł wylatuje z gniazda, myśliwi strzelają i ptak spada z hukiem w przepaść. Rudy i jego towarzysze próbują połączyć drabiny, by dosięgnąć gniazda, ale to się nie udaje, więc spuszczają kolejne drabiny z góry. Rudy zawisa nad przepaścią, przymocowuje drabiny i wspina się jak kot, nie odczuwając lęku wysokości. Na najwyższym szczeblu zauważa, że nie dosięga gniazda, więc chwyta jedną z grubych gałęzi i podciąga się wyżej. W gnieździe panuje duszący smród padliny, a młody orzeł siedzi w kącie. Mężczyzna chwyta go w pętlę i zarzuca na ramię. Trzymając się liny, schodzi ostrożnie i wreszcie staje bezpiecznie na ziemi, triumfując z orlęciem w ręku.

### Kocia mowa
Rudy przynosi młodego orła do młynarza w Bex. Młynarz jest pod wrażeniem odwagi Rudy'ego i żartobliwie mówi, że ten mógłby utrzymać trzy żony. Rudy i Babette okazują sobie uczucia na oczach ojca dziewczyny, co koty domowe komentują jako niemal oficjalne zaręczyny. Nadchodzi zima, a Lodowa Pani panuje nad górami, lecz Rudy spędza teraz więcej czasu u Babette, planując ślub w porze letniej. Wiosna przynosi radość i nadzieję, a zakochani nie mogą się sobą nacieszyć, choć kot zaczyna mieć dość ich ciągłego okazywania sobie uczuć.

### Lodowa Pani
Na lodowcu mieszka Lodowa Pani, która z wysoka patrzy na ludzi w dolinie i pogardliwie nazywa ich robactwem, gotowym zostać zmiażdżonym przez lawinę. Widząc rozwój kolei i tunele drążone w górach, wyśmiewa ludzką działalność, próby ujarzmienia sił natury. Przez dolinę przemyka pociąg z podróżnymi. Ludzie w dolinie wierzą w potęgę rozumu, zdolnego podporządkować sobie nawet naturę.

### Matka chrzestna
Babette, Rudy i młynarz przyjeżdżają do Montreux, aby odwiedzić matkę chrzestną Babette, która przybyła tam z Anglii wraz z córkami i młodym krewnym. Młynarz już wcześniej opowiedział im całą historię miłości Babette i Rudy’ego, która bardzo przypadła im do gustu. Rejs parowcem po Jeziorze Genewskim dostarcza Babette wielu wrażeń: szczególnie zachwyca ją mała wyspa z trzema akacjami (Île de Peilz). Niestety statek nie zatrzymuje się przy wyspie, lecz dopływa do Vernex, skąd goście pieszo udają się do Montreux.
Dom chrzestnej znajduje się w pensjonacie położonym wśród winorośli i figowców, otoczonym pięknym ogrodem. Chrzestna to serdeczna, starsza kobieta o łagodnym usposobieniu, zaś jej córki są eleganckie i nieco wyniosłe. Młody kuzyn, ubrany cały na biało, od razu okazuje Babette duże zainteresowanie, co nie podoba się Rudy’emu. Rudy czuje się nieswojo w tym towarzystwie i irytuje się podczas spaceru do zamku Chillon. W zamku, pełnym mrocznych pamiątek po torturach i egzekucjach, Rudy czuje się przytłoczony, a Babette zachwycona atmosferą wycieczki. Rudy okazuje zazdrość o kuzyna i krytykuje go, co po raz pierwszy wywołuje u Babette niezadowolenie.

### Kuzyn
Rudy odwiedza młyn kilka dni później i zastaje tam młodego Anglika, któremu Babette podaje pstrągi ozdobione pietruszką. Jest zazdrosny i zaniepokojony obecnością kuzyna, co sprawia Babette przyjemność. Dla niej miłość to wciąż zabawa, choć Rudy jest dla niej najważniejszą osobą na świecie. Babette igra z jego uczuciami, cieszy się, gdy widzi jego emocje, nawet te negatywne. Młyn znajduje się niedaleko rwącego potoku pod górą Diablerets, a koło młyńskie napędza mniejszy strumień.
Anglik, prowadzony światłem z okna Babette, próbuje wieczorem dostać się do niej, przechodząc po śliskiej kładce i wspinając się na drzewo. Naśladując sowę, próbuje zwrócić jej uwagę, ale Babette przeraża się i złości. Rudy pojawia się pod młynem, słyszy hałas i wybucha kłótnia, która może zakończyć się bójką. Babette odpędza Rudego słowami pełnymi gniewu, po czym płacze, żałując wszystkiego, ale ostatecznie zasypia, nadal rozgniewana.

### Złe moce
Rudy opuszcza Bex i rusza w góry. Jest zimno i wszędzie zalega śnieg. Wspina się coraz wyżej, dociera to skalistych turni. Chce mu się pić i jest zmęczony. Nagle dostrzega mały dom przy skale i dziewczynę w drzwiach, którą bierze za dawną znajomą. Dziewczyna częstuje go winem, które dodaje mu sił i rozjaśnia jego myśli. Po wypiciu wina traci kontakt z rzeczywistością i w śnie wpada w przepaść lodową. Budzi się przemarznięty, bez pierścionka zaręczynowego i broni, a wszystko wokół znika. W tym czasie Babette płacze w młynie, bo Rudy od sześciu dni się nie pojawia.

### W domu młynarza
Koty rozmawiają o kłótni Babetty i Rudy'ego, narzekając na ludzi i ich problemy. Rudy przeżywa wewnętrzny kryzys, rozmyślając o swoich uczuciach i o tym, co wydarzyło się w górach. Żałuje, że zwątpił w wierność Babetty, i pragnie jej wszystko wyznać. Rudy przypomina sobie ich szczęśliwe chwile i postanawia, że Babette także powinna się przed nim otworzyć.
Spotykają się przy młynie, dochodzi do rozmowy i pojednania zakończonego pocałunkiem. Rudy uznaje swoją winę, a Babette wygłasza uroczą przemowę, która ją samą bawi. Narzeczeni planują ślub, który ma się odbyć w kościele w Montreux na życzenie matki chrzestnej. Ojciec Babetty zgadza się na te plany, bo wie, że matka chrzestna przygotowała dla nowożeńców cenny prezent. W kuchni trwają przygotowania do wesela. Koty z niecierpliwością czekają na resztki. Rudy i Babette spędzają ostatni wieczór jako narzeczeni w młynie, podczas gdy nad Alpami zachodzi słońce.

### Nocne zwidy
Słońce znika za horyzontem, a chmury opadają w dolinę Rodanu między wysokimi górami. Rzeka niesie wyrwane z korzeniami drzewo, z siedzącą na nim Lodową Panią. W powietrzu i wodzie słychać szepty: „Goście weselni nadchodzą!”.
Babette ma dziwny sen, w którym od wielu lat jest żoną Rudy’ego. Rudy poluje, a ona zostaje w domu, gdzie odwiedza ją młody Anglik o czarującym spojrzeniu. Anglik bierze ją za rękę i prowadzi coraz dalej od domu, a Babette czuje rosnące poczucie winy. Zostaje sama, z poszarpanym ubraniem i siwymi włosami, a Rudy okazuje się tylko złudzeniem. Babette w rozpaczy pragnie umrzeć w dniu ślubu i rzuca się w przepaść. Budzi się z przerażeniem, nie pamięta dokładnie snu, ale wie, że dotyczył Anglika. Następnego dnia świeci słońce, Babette i Rudy są szczęśliwi i ruszają do Villeneuve na swój ślub.

### Zakończenie
Trójka szczęśliwych ludzi dociera do Villeneuve przed zmierzchem i zjada posiłek. Młynarz odpoczywa w fotelu, a narzeczeni udaje się na spacer nad jezioro. Spacerują wzdłuż brzegu, mijając zamek Chillon i małą wysepkę z trzema akacjami. Babette pragnie dostać się na wyspę, a Rudy zauważa łódź przy brzegu. Nie pytając nikogo o zgodę, para wsiada do łodzi i płynie na wyspę. Tam tańczą. Siadają pod akacjami, patrząc sobie w oczy. Rudy wyznaje, że odczuwa pełnię szczęścia i nie oczekuje już niczego więcej od życia. Oboje są poruszeni pięknem chwili i wdzięczni Bogu. Babette zauważa, że łódź odpływa i Rudy rzuca się do wody, by ją odzyskać. Woda jest lodowata i głęboka, Rudy widzi w niej zgubiony pierścionek i tajemniczy świat. W ułamku sekundy ma wizję tłumu ofiar Lodowej Pani. Tyranka całuje go i wciąga w głębinę, gdzie mężczyzna ginie.
Babette zostaje sama na wyspie, zrozpaczona i nieświadoma tragedii. Nadciąga burza, błyskawice i grzmoty przecinają niebo. Dziewczyna wzywa Boga, nie rozumiejąc losu, który ich spotyka. Przypomina sobie proroczy sen i słowa Rudy’ego – jego szczęście było pełne, a śmierć stała się początkiem innego życia.

## Adaptacje
- 1971 – „Andersen Monogatari”(inne języki) seria TV anime, Mushi Production, odcinki 38–40